# پاینولا (کارولینای شمالی)
پاینولا (به انگلیسی: Pineola) یک منطقهٔ مسکونی در ایالات متحده آمریکا است که در شهرستان آوری، کارولینای شمالی واقع شده‌است. پاینولا ۱٬۰۸۲ متر بالاتر از سطح دریا واقع شده‌است.